# Sylwester Przedwojewski
Sylwester Przedwojewski (* 1. Januar 1920 in Długosiodło; † 11. Februar 2015 in Warschau) war ein polnischer Schauspieler.

## Leben
Sylwester Przedwojewski wuchs in dem Dorf Długosiodło auf.
Nach seinem Schulabschluss zog er Mitte der 1930er-Jahre nach Warschau. Dort absolvierte er an einer Schauspielschule eine professionelle Schauspielausbildung. Er stand als Bühnendarsteller an verschiedenen Theaterhäusern in ganz Polen auf der Bühne. Im Jahr 1939 wirkte er erstmals in einem Spielfilm mit.
Im Zweiten Weltkrieg diente Przedwojewski als Soldat an der Ostfront.
Nach dem Ende des Krieges nahm er seine Tätigkeit als Schauspieler wieder auf. Przedwojewski wirkte daraufhin als Schauspieler vor der Kamera von 1957 bis 1993 in mehr als 80 Film- und Fernsehproduktionen mit. Er spielte vorwiegend in polnischen Filmen, allerdings wirkte er auch in der DDR mehrmals in DEFA-Filmen und in Produktionen des Deutschen Fernsehfunks mit. Anfang der 1990er-Jahre zog er sich aus dem Rampenlicht zurück.
Przedwojewski war auch gelegentlich als Synchronsprecher für Zeichentrickfilme tätig.
Silwester Przedwojewski starb am 11. Februar 2015 im Alter von 95 Jahren in Warschau, wo er auch beigesetzt wurde.

## Filmografie (Auswahl)
- 1939: Czarne diamenty
- 1957: Der Gangsterhut
- 1958: Verregneter Juli
- 1959: Tödliche Begegnung
- 1960: Das schielende Glück
- 1961: Feuermeister Kalen
- 1963: Die Passagierin
- 1965: Der Staatsanwalt hat das Wort: Seriöser Erfinder sucht Teilhaber (TV-Reihe)
- 1966: Himmel und Hölle
- 1969: Der Mann mit der Zweizimmerwohnung
- 1970: Die Sache mit Bronek
- 1972: Aktion im Dunkeln
- 1975: Die Blätter sind von den Bäumen gefallen
- 1977: Zur See (Fernsehserie, 1 Folge)
- 1978: Was tust du mir, wenn du mich fängst?
- 1980: Zamach stanu
- 1985: Pobojowisko
- 1988: General Berling
- 1990: Zmowa
- 1993: Gorzka milosc (TV-Miniserie)